# 연방 살상용 무기 금지법
연방 살상용 무기 금지법(영어:Federal Assault Weapons Ban)은 1994년에 있었던 일부 총기에 대한 사용 금지법이다.
이 법안은 미국 상원에서 가까스로 미 의회에서 통과되었으며 통과된 날 당시 미 대통령이었던 빌 클린턴이 서명했다.
2004년 9월 13일에 법안이 만료되어 소멸되었다.

## 기타
2018년 일어난 시위인 마치 포 아우어 라이브스에서 이 법의 부활을 요구하기도 하였다